# أحمد مهدي الخطي
الباشا أحمد مهدي أحمد نصرالله أبو السعود الخطي (ولد في القطيف في عام 1250هـ/1834م، توفي في 1306هـ/1834م). هو شاعر، وحاكم للقطيف في عهد الدولة السعودية الثانية، وقائم مقام تابع للدولة العثمانية خلال الأعوام (1292هـ/1875م - 1296هـ/1879م).

## الحياة السياسية
ولد بالقطيف في سنة 1250هـ/1834م، كان والده مهدي حاكم القطيف والمقدم فيها، علمه والده القرآن وعلوم اللغة العربية والفروسية، ابتدأ الانخراط في السياسة عندما كان يرسله والده إلى الرياض في عهد الملك فيصل بن تركي، وبعد وفاة والده أخذ أحمد مكانه، وبعد وفاة فيصل بن تركي في عام 1865م، نشبت حرب بين أبناءه عبدالله بن فيصل وسعود بن فيصل، وقد وإلى أحمد سعود بن تركي نظراً لاعتداله خلافاً عن أخيه المتعصب في فكره. وكان أحمد يصد هجومات البدو المتكررة على القطيف لغرض السطو والنهب، واستغلت الإمبراطورية البريطانية خلاف عبد الله وسعود بإرسال حامية لرأس تنورة ورفعت العلم البريطاني عليها في عام 1282هـ، فأرسل ابن مهدي فرقةً من جنوده أزالت العلم وحصن جنوداً هناك.
وكان أحمد على وئام مع سعود بن تركي، إلا أن خلافات نشبت بينهما دفعت سعوداً إلى استدراجه إلى الرياض، حيث اعتقله وصادر أمواله وسجنه في الرياض وبيت أمر قتله، وأشارت التقارير البريطانية إلى أن الأموال التي صادرها سعود في قلعتي الأحساء والقطيف زادت قوته. ولم تطل مدة حبسه؛ بسبب علاقته الودية مع عموم الأسرة السعودية منذ أيام زياراته إلى الرياض بصحبة والده أو بمفرده، وكان يهدي إليهم الهدايا، فتدخل بعض أفرادها لإطلاقه، فأطلق سراحه على أن لا يرجع إلى القطيف ويستقر في الأحساء، وأُرسل معه من يحرسه إليها، وفي الطريق أحس من حارسه الغدرَ ونيةَ القتل فهرب ليلاً، وتوجه إلى قطر، ثم إلى مدينة بوشهر وهناك حاول الاستنجاد بأصدقائه فتخلوا عنه، وراسل ناصر باشا السعدون شيخ قبائل المنتفق، فأمره الأخير بأن يأتي إليه إلى البصرة، وهناك قام بالاستنجاد بالعثمانيين الذي طلب منهم عبد الله بن تركي الإغاثة للقضاء على أخيه سعود، فكان مجيء أحمد بن مهدي باعثاً لهم على سرعةِ التوجه وإرسال القوات العسكرية إلى المنطقة، وتشير مراجع أخرى بأنه راسل والي بغدادَ مدحت باشا، وأغراه بإرسال حملة إلى القطيف فتشجع مدحت باشا وقام بإرسال حملة لتأديب المتمردين على العثمانيين.
وقد عُين كقائم مقام على القطيف خلال الأعوام (1292هـ/1875م - 1296هـ/1879م)، وأُعطي نيشان مجدي في 19 جمادى الثانية 1293هـ/ 11 تموز 1876م تكريماً له للمساعدة التي قدمها للجنود العثمانيين، توفي في ربيع عام 1306هـ/1888م.